# Kentrochrysalis sieversi
Kentrochrysalis sieversi là một loài bướm đêm thuộc họ Sphingidae. Loài này có ở khu vực phía nam Viễn Đông Nga, đông bắc Trung Quốc và Hàn Quốc.
Sải cánh khoảng 88–90 mm. Cá thể trưởng thành mọc cánh từ giữa tháng 5 tới giữa tháng 8 ở Hàn Quốc.
Ấu trùng được ghi nhận ăn các loài Fraxinus ở Primorskiy Kray.